# Granum
Granum är en ort i Kanada.   Den ligger i provinsen Alberta, i den södra delen av landet, 2 800 km väster om huvudstaden Ottawa. Granum ligger 998 meter över havet och antalet invånare är 447.
Terrängen runt Granum är platt. Trakten runt Granum är nära nog obefolkad, med mindre än två invånare per kvadratkilometer.. Närmaste större samhälle är Fort Macleod, 17,7 km söder om Granum.
Trakten runt Granum består till största delen av jordbruksmark.